# كيز كاست
كيز كاست ( بالإنجليزية : Kies Cast ) تطبيق من سامسونج يتيح لك إمكانية إنشاء و متابعة قنوات و توجد قنوات كثيرة ( دينية , رياضية , ثقافية , .....إلخ ) و هذا التطبيق متوفر بلغات كثيرة منها العربية و الفارسية و الإنجليزية و الفرنسية و هو متوفر للأجهزة العاملة بنظام أندرويد و بادا كما يوجد سجل لقائمة التنزيلات و يوجد قائمة للقنوات المشتركة بها و كما يعرض لك القنوات المميزة و أقسام القنوات و مميزات كثيرة أخرى

## بعض المميزات
- إنشاء قنوات
- يدعم اللغة العربية
- عرض سجل لقائمة الفيديوهات و الصوتيات المشاهدة و المشتركة بها
- عرض قائمة للقنوات المشترك بها
- مشاركة مقاطع الفيديو و مقاطع الصوت
- دعوة الأصدقاء
- عرض أفضل 10 قنوات

## رابط التحميل
كيز كاست من جوجل بلاي للهواتف النقالة ( أندرويد )
كيز كاست من جوجل بلاي للأجهزة اللوحية ( أندرويد )